# Tworków
Tworków (niem. Tworkau, cz. Tvorkov) – wieś w Polsce, położona w województwie śląskim, w powiecie raciborskim, w gminie Krzyżanowice.

## Geografia
Tworków to rozległa wieś nad lewym brzegiem Odry, 15 km na południe od Raciborza, niedaleko ujścia Psiny, od południowego zachodu graniczy z Czechami. Historycznie leży na Górnym Śląsku i jak wiele innych wsi w tym regionie, ma zachowane charakterystyczne ślady dawnego układu osadniczego. Do dziś zachował się centralny, wrzecionowato wydłużony plac dawnego nawsia, którego jeden z końców zajmuje kościół. Przez miejscowość przebiega Droga krajowa nr 45. Najbliżej położonymi miastami są Krzanowice, Racibórz, Wodzisław Śląski oraz czeski Bogumin.

## Część wsi
- Brzeziak - przysiółek
- Hajkowiec - przysiółek
- Hanowiec - przysiółek

## Nazwa
Według niemieckiego językoznawcy Heinricha Adamy’ego nazwa miejscowości wywodzi się od polskiej nazwy białego sera – twarogu. W swoim dziele o nazwach miejscowych na Śląsku wydanym w 1888 roku we Wrocławiu jako najstarszą nazwę miejscowości wymienia Tworków podając jej znaczenie "Kasemacherdorf" czyli w języku polskim "Wieś wytwórców sera, twarogu". Nazwa wsi została później fonetycznie zgermanizowana na Tworkau i utraciła swoje pierwotne znaczenie.
W 1936 roku hitlerowska administracja III Rzeszy, chcąc zatrzeć polskie pochodzenie nazwy wsi, przemianowały ją ze zgermanizowanej Tworkau na nową, całkowicie niemiecką nazwę Tunskirch.

## Historia
Tworków leży blisko historycznej granicy śląsko-morawskiej, być może doprecyzowanej na rzece Psinie po roku 1180, prawdopodobnie około 1194, jako granicy pomiędzy księstwem raciborskim Mieszka Plątonogiego a Morawami.
Pierwsze wzmianki o miejscowości pochodzą z 1350, kiedy stała się własnością rodziny Tworkowskich. Jej początki sięgają jednak prawdopodobnie roku 1258. Wioska była własnością rodziny Tworkowskich aż do XV wieku, następnie należała do Jana Klemie z Ligoty, rodziny Wodnikowskich, Wieczów, Gaszynów, Reiswitzów. W XIV wieku wzniesiono kościół, który przebudowywano w XVII i XIX wieku.
Z XIV wieku pochodzą najstarsze fragmenty zamku wybudowanego w stylu gotyckim. Około XVI wieku rozbudowano go zmieniając jego styl na renesansowy. Został częściowo zniszczony podczas II wojny światowej, dziś pozostały po nim tylko ruiny.
Od 1674 istniała we wsi szkoła parafialna. Budowę nowej placówki rozpoczęto w 1800 r. W początkach XVIII wieku Tworków zamieszkiwało 24 gospodarzy, 40 komorników i 5 wolnych ludzi (karczmarzy i młynarzy). W większości nieistniejących dziś, miejscowych stawach prowadzono hodowlę karpia. W 1875 roku wybudowano drogę przechodzącą przez wieś, a w 1878 zegarmistrz Weis zainstalował na wieży zamku Zegar. W tym samym roku we wsi istniała już poczta, a 5 lat później mieszkańcy mogli korzystać z telegrafu. Po podziale Górnego Śląska Tworków znalazł się po stronie niemieckiej.
6 kwietnia 1945, w czasie walk toczonych w rejonie wsi, poległ Stepan Wajda – oficer 1 Czechosłowackiej Samodzielnej Brygady Pancernej, pośmiertnie wyróżniony tytułem Bohatera Związku Radzieckiego.
W latach 1975−1998 miejscowość administracyjnie należała do województwa katowickiego.

## Zabytki
W miejscowości znajdują się następujące obiekty wpisane do rejestru zabytków:
- ruina zamku, XVI w., XIX w. wpisana do rejestru zabytków 24 marca 1964, nr rej. 747/64 (obecnie A/1411/24[11]),
- kościół parafialny Świętych Piotra i Pawła, wpisany do rejestru zabytków 17 lutego 1955, nr rej. A/151/55[12],
- kaplica pw. św. Urbana, 1772, wpisana do rejestru zabytków 13 listopada 1959, nr rej. A/627/2020[13].

## Sport
We wsi działa Ludowy Klub Sportowy założony w 1905 roku.
Klub przez dwa sezony (1961 oraz 1962) grał w III lidze wojewódzkiej.

## Folklor
Pomimo historycznej przynależności do śląskiej diecezji wrocławskiej i niezaprzeczalnej tożsamości śląskiej mieszkańców wsi, zdaniem wielu językoznawców posługiwali się oni morawskimi gwarami laskimi (podobnie jak mieszkańcy sąsiednich Bieńkowic). Można podejrzewać, że ma to związek z migracjami pobliskich tzw. Morawców do Tworkowa, których echem są do dziś występujące w miejscowości nazwiska pochodzenia morawskiego.

## Urodzeni w Tworkowie
- Ludwik Bielaczek – pisarz ludowy.
- Karl Gratza – niemiecki duchowny katolicki, poseł do Reichstagu (1875-1876), przywrócił na łono Kościoła rzymskokatolickiego wsie starokatolickie: Zawadę Książęcą, Łęg i Ciechowice.
- Carl Gromann – autor publikacji o bitwie pod Legnicą.
- Emil Szramek – działacz plebiscytowy, socjolog, błogosławiony Kościoła katolickiego.
- Anna Wyszkoni – była wokalistka zespołu Łzy.

## Przejście graniczne
Do 21 grudnia 2007 w miejscowości znajdowało się polsko-czeskie przejście małego ruchu granicznego.